# حمله آتش‌افروزی در دوما
در ۳۱ ژوئیهٔ ۲۰۱۵ (۹ مرداد ۱۳۹۴) عده‌ای از شهرک‌نشینان اسراییلی یک بمب آتش‌زا را به داخل خانه‌ای در شهرک دوما واقع در جنوب نابلس، کرانه غربی رود اردن، انداختند که باعث زنده سوخته شدن علی سعد دوابشه کودک ۱۸ ماهه فلسطینی و مجروح شدن اعضای خانواده اش شد. آنان سپس خانه یک فلسطینی دیگر را نیز آتش زده و شعارهای نژاد پرستانه بر روی آن نوشتند. شهرک نشینان در همین روز یک فلسطینی را نیز زیر گرفته و به قتل رساندند که موجی از محکومیت بین‌المللی را به همراه داشت.
مادر و پدر این کودک نیز دچار سوختگی ۸۰ درصد و ۹۰ درصد شده‌اند به همراه برادرش در وضعیت وخیمی دربیمارستان بستری هستند.
جنبش فتح و کمیته‌های مردمی فلسطین از تبعات این اقدام برای اسراییل گفتند. جنبش جهاد اسلامی نیز تأکید کرد که ملت فلسطین در پاسخ به تروریسم شهرک نشینان درنگ نخواهند کرد.
اردن و فلسطین تلاش می‌کنند کمیته تحقیقی در اینباره در شورای امنیت سازمان ملل متحد تشکیل دهند.

## واکنش‌های جهانی
- : مرضیه افخم سخنگوی وزارت خارجه ایران گفت این حادثه نشانه بارز دیگری از هویت مبتنی بر اشغال و تروریسم رژیم صهیونیستی و خشونت نهادینه شده در جامعه و سیاست این رژیم متجاوز است.
- : دولت آلمان با انتشار بیانیه‌ای این اقدام تروریستی و غیرانسانی را محکوم کرد.[۶]
- حزب‌الله لبنان:در بیانیه حزب‌الله لبنان آمده است: «این جنایت در واقع نمایانگر حقیقت تروریسم کینه توزانه است که در دل‌های شهرک نشینان صهیونیست موج می‌زند. تروریست‌های عصر ما بسیاری از شیوه‌های سنگدلی و بی‌رحمی را از همین صهیونیست‌ها آموختند.»[۷]

: اتحادیه اروپا در بیانیه‌ای خواستار عدم مسامحه با شهرک نشینان شد.
- اردن: وزارت کشور اردن ضمن محکومیت این اقدام گفت: «شهرک نشینان با حمایت تل‌آویو چنین اقداماتی را انجام می‌دهند.»
- :وزارت امور خارجه اسپانیا در بیانیه‌ای نوشت: «مرگ علی کوچولو یک بار دیگر بیانگر غیرقابل قبول بودن وضع موجود در سرزمینهای اشغالی و نیاز به فوریت ازسرگیری مذاکرات بین طرفین برای یافتن یک راه حل نهایی نسبت به این تنش بر اساس همزیستی ازجمله یک دولت پایدار فلسطین است.»[۸]
- سازمان ملل متحد: بان کی مون دبیر کل سازمان ملل متحد در بیانیه‌ای گفت: «نبودِ یک روند سیاسی و سیاست شهرک‌سازی‌های غیرقانونی اسرائیل و همچنین اقدامات سختگیرانه و غیرضروری اسرائیل برای تخریب منازل فلسطینیان سبب افزایش افراط‌گرایی خشونت‌آمیز شده است.»[۹]
- دانشگاه الازهر:در بیانه‌ای این اقدام را محکوم کرد و گفت این اقدام «مغایر دستورهای همه ادیان آسمانی، هنجارها و همچنین کنوانسیون‌های بین‌المللی است.»
- :توبیاس ال وود معاون وزیر خارجه انگلیس گفت «لندن این حمله وحشتناک توسط شهرک نشینان اسراییلی که منجر به کشته شده یک کودک فلسطینی شد، را قویاً محکوم می‌کند.»[۱۰]
- :وزارت خارجه آمریکا در بیانیه‌ای ضمن محکوم کردن این اقدام خواستار محاکمه عوامل آن شد.[۱۱]

## درخواست ارسال پرونده به دیوان کیفری
محمود عباس، رئیس تشکیلات خودگران فلسطین، اعلام کرد: «پرونده سوزانده شدن این طفل باید فوراً به دیوان بین‌المللی کیفری ارسال شود... این اقدام، جنایتی جنگی و جنایت علیه انسانیت است.»